# Zeda Zhang
Julia Ho, meglio conosciuta con il ring name Zeda Zhang (Virginia, 1º luglio 1987), è una wrestler ed ex artista marziale mista statunitense di origini cinesi.

## Biografia
Julia Ho ha debuttato nelle arti marziali miste il 2 luglio 2011, sconfiggendo la statunitense Betty Huck per decisione unanime. Il 27 ottobre 2012 ha battuto Evie Johnson per sottomissione in quello che si è rivelato essere il suo ultimo match nelle MMA.

## Carriera

### WWE (2017–2018)
Julia Ho ha debuttato in WWE il 13 maggio 2017, partecipando ad una 15-Women Battle Royal durante un house-show di NXT.
In estate ha preso parte alla prima edizione del torneo Mae Young Classic, perdendo ai sedicesimi di finale contro la statunitense Shayna Baszler.
Nei mesi successivi ha continuato ad apparire negli house-show di NXT, fino alla scadenza del suo contratto con la WWE il 2 giugno 2018.

### Major League Wrestling (2019)
Il 9 novembre 2019 Julia Ho ha debuttato con la Major League Wrestling, con il ring name Zeda Zhang, sconfiggendo Priscilla Kelly per squalifica.

### All Elite Wrestling (2021)
Debutta in AEW il 10 Agosto a AEW Dark contro Thunder Rosa.

## Personaggio

### Mosse finali
- Brainbuster[1]
- Northern lights bomb[1]

### Soprannomi
- "Willkilla"[1]

### Musiche d'ingresso
- Better Day di Iain Mahanty (2017–2018)[7]